# Awienus
Awienus, właściwie Rufus Festus Avienus (IV wiek n.e.) – geograf rzymski, arystokrata i poeta. 

## Życiorys
Był prawdopodobnie prokonsulem Afryki (366) i Achai (372). Był przywiązany do tradycyjnej religii rzymskiej. Znany jest jako autor m.in. pierwszego znanego opisu wybrzeży zachodniej Europy Ora maritima, czyli "Brzeg morski". Zachowała się część pierwszej księgi, zawierająca opis wybrzeża 
Brytanii, Francji i Hiszpanii. Przełożył też, jako Orbis terrae descriptio, czyli "Opis ziemi" z języka greckiego dzieło Dionizjosa Periegety.